# Nepenthes mantalingajanensis
Nepenthes mantalingajanensis je druh masožravé rostliny z rodu Nepenthes, který byl popsán roku 2007 Joachimem Nerzem a Andreasem Wistubou. Nejbližšími příbuznými tohoto druhu jsou Nepenthes rajah z ostrova Borneo a Nepenthes mira z Filipín.

## Výskyt
Tento druh láčkovky se vyskytuje pouze na hoře Mantalingajan na filipínském ostrově Palawan na území o rozloze okolo 16 km2. Roste na zemi mezi další horskou vegetací (trávy, pěnišníky) v nadmořské výšce okolo 1 700 až 2 085 m.

## Popis
Nepenthes mantalingajanensis je popínavka, rostliny jsou vysoké 30 až 40 cm, výjimečně však i 3 metry. Válcovitý stonek je široký asi 1 cm. Kožovité, na půl rozdělené kopinaté listy měří 15 až 25 cm na délku a 5 až 6 cm na šířku. Rovněž láčky, vyrůstající z listového úponku, jsou kožovité, dosahují délky 15 až 20 cm, ve výjimečných případech až 25 centimetrů a široké jsou přibližně 8 centimetrů. Mají žlutozelenou až světločervenou barvu. Vnitřek láček je zcela pokrytý žlázkami. Obústí je válcovité a dosahuje šířky 2 až 2,5 cm, rostou na něm žebra ve vzdálenosti 1 až 2 mm od sebe. Výrůstky z vnitřní strany obústí jsou dlouhé 2 až 4 mm, u napojení mezi láčkou a víčkem však mohou měřit až 1 centimetr. Víčko je kulaté, dlouhé asi 6 až 7 cm, a pokryté žlázkami.
Podobně jako všechny láčkovky je i Nepenthes mantalingajanensis dvoudomá, jedna rostlina tedy může plodit pouze samčí nebo samičí květy. Samčím i samičím květenstvím je hrozen, který roste na stonku dlouhém 30 až 35 cm a širokém 5 až 6 mm. Květy, složené za čtyř oválných okvětních plátků dlouhých 3 mm a širokých 2 mm, vyrůstají na menších stopkách o délce 8 až 10 mm. Plody (tobolka) měří 12 mm na šířku a 5 mm na délku; semena velká 3–4 mm roznáší vítr.

## Ohrožení
Mezinárodní svaz ochrany přírody hodnotí láčkovku Nepenthes mantalingajanensis, navzdory malému areálu rozšíření, jako málo dotčený druh. Možné nebezpečí může představovat sběr těchto rostlin, ale vzhledem k tomu, že rostou na málo přístupném místě, nejedná se o vážnou hrozbu. Navíc je celé území, na kterém všechny láčkovky Nepenthes mantalingajanensis, rostou chráněno v národním parku.